# Tassonia gloriae
Tassonia gloriae är en stekelart som beskrevs av Girault 1921. Tassonia gloriae ingår i släktet Tassonia och familjen sköldlussteklar. Inga underarter finns listade i Catalogue of Life.